# Schloss Neuenbürg (Weisendorf)

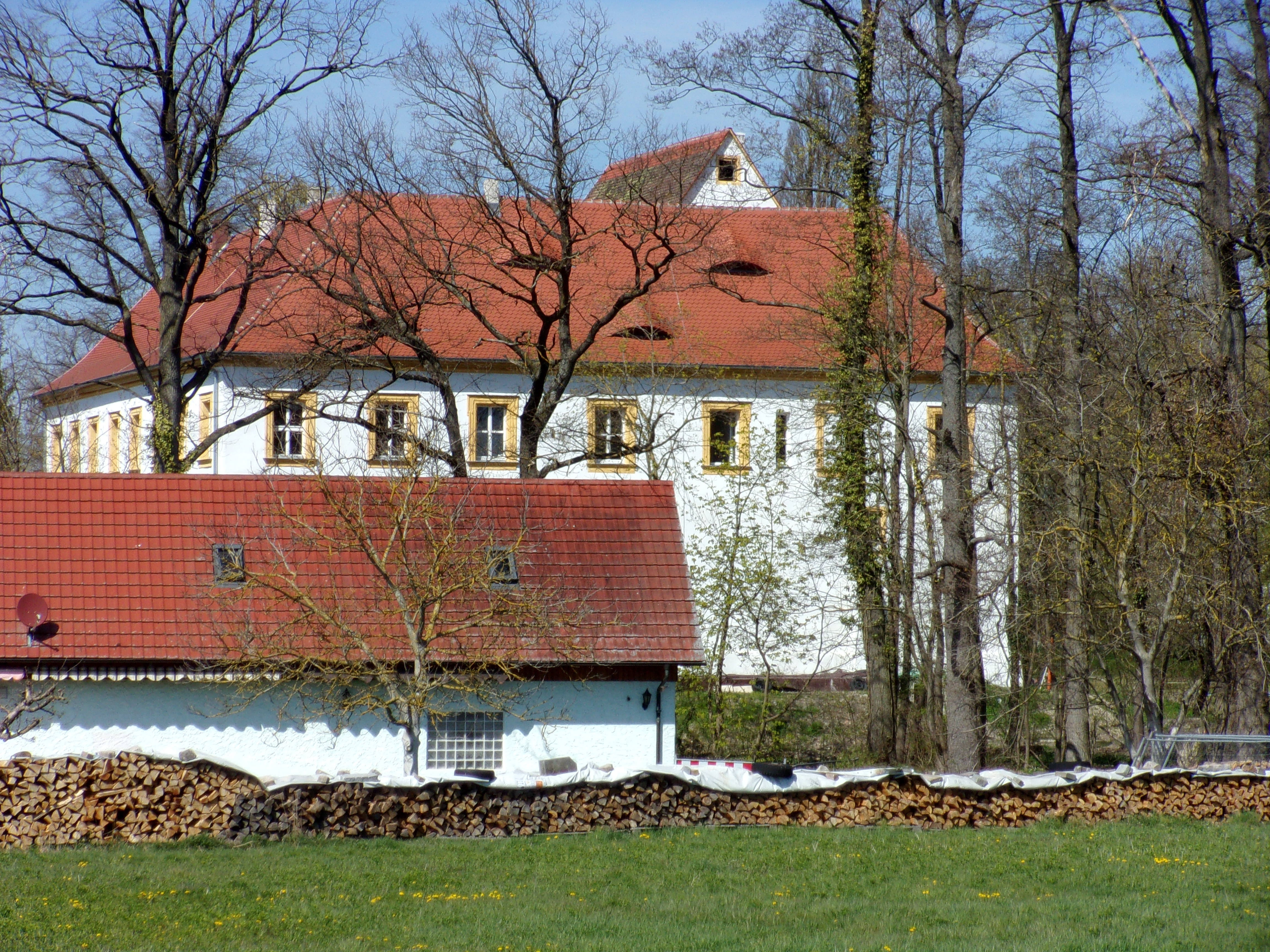
Schloss Neuenbürg (Weisendorf)

Das Schloss Neuenbürg ist ein denkmalgeschütztes Bauwerk im Gemeindeteil Neuenbürg des Marktes Weisendorf im Landkreis Erlangen-Höchstadt in Mittelfranken in Bayern. Der Gebäudekomplex ist unter der Denkmalnummer D-5-72-164-21 als Baudenkmal in die Bayerische Denkmalliste eingetragen. Das Schloss gehört seit 1872 den von Gagern.

## Beschreibung
Die ehemalige Wasserburg stammt im Kern aus dem 15. Jahrhundert. Der zweigeschossige Gebäudekomplex war ursprünglich hufeisenförmig und wurde im 17. Jahrhundert durch einen Gebäudetrakt zu einer Vierflügelanlage ergänzt. Der Wassergraben um den Gebäudekomplex ist noch erhalten.